# U-57
U 57 var en  tysk ubåt av Typ II C, som under andra världskriget opererade under den tyska Kriegsmarine. Hon sjösattes den 31 december 1939 som utbildningsfartyg. Från januari 1940 till den 3 september hörde hon till U-flottilje Kiel. Därefter bl.a. insatt i flottiljen vid Gotenhafen och från i juli 1944 ubåtsflottiljen i Pillau.

## Historik
Uppdraget för ubåten började den 17 juni 1939 på varvet i Kiel. Tjänstgöringen började under Oberleutnant zur See Claus Korth.
I september kolliderade U-57 med den norska ångaren Rona och sjönk. Härvid omkom sex besättningsmän. Under de följande dagarna bärgades ubåten. U-57 sänkte senare att under kriget 13 fartyg med ett totalt tonnage av cirka 66 484 ton.
U-57 hade stor "jaktlycka" och sänkte bland annat flera svenska handelsfartyg.
Den 3 augusti 1940 Sänkte hon den svenska ångaren S/S Atos med 3 512 BRT. Ångaren sänktes med ett torpedskott. Hon hade 1 700 t fraktgods och sex passagerare ombord och befann sig på väg från Liverpool mot Petsamo. 1 man omkom och 27 överlevde.
Den 20 januari 1940 sänkte U-57 den svenska ångaren S/S Foxen med 2 000 BRT. Ångaren sänktes genom avfyrning av en G7e-torped. Ångaren hade en last av kol och koks och var på resa från Liverpool mot Göteborg. Sjutton man miste livet vid denna torpedering.
Den 17 juli 1940 sänkte hon även den svenska ångaren S/S O.A. Brodin i Nordatlanten.